# Svärtad grouper
Svärtad grouper (Epinephelus nigritus) är en art i familjen havsabborrfiskar som finns i västra Atlanten. 

## Utseende
En förhållandevis långsträckt fisk med flera rader tänder i underkäken (4 till 5 för vuxna fiskar, 2 till 3 för ungfiskar) och 1 till 2 små taggar på gällockets undre del. Ryggfenans främre del har 10 taggstrålar, varav den 2:a är tydligt längre än de övriga hos större exemplar, följda av 13 till 15 mjukstrålar. Analfenan har 3 taggstrålar och 9 taggstrålar, medan bröstfenorna har 18 eller 19 mjukstrålar. Stjärtfenans bakkant är konvex eller avhuggen med rundade hörn. Övre delen av kroppen är mörkt rödbrun till gråbrun med nästan svart rygg, medan undersidan är rödaktigt grå. Ungfiskarna har gul stjärtfena och några få vitaktiga fläckar på kroppen. Som mest kan arten bli 230 cm lång och väga 200 kg.

## Vanor
Den svärtade groupern är en solitär, bottenlevande saltvattensfisk som föredrar klippbottnar på ett djup av 55 till 525 m. Ungfiskar kan ibland påträffats på grunda rev och bryggfundament. Födan utgörs av olika kräftdjur som krabbor, räkor, humrar och fisk. Arten är långlivad; högsta konstaterade åldern är 41 år.

### Fortplantning
Arten är en hermafrodit med könsväxling som blir könsmogen (som hona) vid 9 års ålder. Vid Kuba infaller lektiden under april till maj.

## Betydelse för människan
Ett visst kommersellt fiske förekommer, men på grund av dess storlek fångas den främst som sportfisk.

## Status
Arten är klassificerad som akut hotad ("CR", underklassificering "A2d+3d") av IUCN. Även om det kommersiella fisket inte är särskilt stort, är ändå främsta hotet överfiske; eftersom den är en djuphavsfisk, dör i regel även de som fångas oavsiktligt som bifångst och därför släpps.

## Utbredning
Utbredningsområdet omfattar västra Atlanten från Massachusetts i USA över Mexikanska golfen till Rio de Janeiro i Brasilien. Den finns sparsamt i Västindien med fynd från Kuba, Trinidad och Haiti. Förekomsten i Surinam är osäker.